# Вишняковское шоссе
Вишняко́вское шоссе́ — трасса районного значения на востоке Московской области, проходит по территории микрорайонов Никольско-Архангельский и Салтыковка города Балашиха.

## Описание
Вишняковское шоссе начинается от платформы Никольское Горьковского направления Московской железной дороги, параллельно которой проходит 1-я Железнодорожная улица. Рядом с платформой расположена конечная остановка общественного транспорта «Ст. Никольское».
Шоссе идет в направлении на север, немного отклоняясь сначала на восток, затем на запад. Слева к шоссе примыкает 2-я Железнодорожная улица, а затем шоссе последовательно пересекает улицы 1-я Линия, 2-я Линия, 3-я Линия, 4-я Линия, 5-я Линия, 6-я Линия, 7-я Нижняя Линия, которые направлены параллельно железной дороге. В районе улицы 7-я Нижняя Линия Вишняковское шоссе делает поворот на северо-восток. Сразу за поворотом с правой стороны находится Московское областное отделение общероссийской общественной организации «Всероссийское добровольное пожарное общество». После поворота к шоссе примыкают улицы 8-я Линия (с левой стороны), 9-я Линия, 10-я Линия, 11-я Линия, 12-я Линия, 13-я Линия, 14-я Линия и 15-я Линия (последние три улицы — с правой стороны). В местах пересечения соответствующих улиц расположены остановки «3-я Линия», «7-я Линия», «11-я Линия», «13-Линия». С левой стороны напротив улиц 13-я Линия, 14-я Линия и 15-я Линия расположен жилой микрорайон дивизии имени Дзержинского.
После 15-й Линии шоссе делает поворот на восток, здесь находится проходная Главного военного клинического госпиталя внутренних войск МВД России. Около проходной находится остановка общественного транспорта «Вишняковский поворот». За поворотом к шоссе с правой стороны примыкает улица Нарвских Просек, а затем улица Чёрная Дорога, а с левой стороны — Суворовская улица, продолжением которой служит лесная дорожка, ведущая к усадьбе Горенки.
Далее Вишняковское шоссе пересекает под острым углом улицы Белковскую, Муратовскую (здесь находится остановка «Ул. Муратовская»), Николаевскую и Александровскую, а затем поворачивает в юго-западном направлении. Сразу за поворотом с левой стороны расположен санаторий-профилакторий «Дружба», рядом с которым находится остановка «Профилакторий «Дружба»». Дальше шоссе последовательно пересекает улицы 3-й Просек, 2-й Просек и 1-й Просек и на регулируемом перекрестке примыкает к Разинскому шоссе, которое в южном направлении ведёт к платформе Салтыковская и далее через железнодорожный переезд на Носовихинское шоссе, а в северном направлении пересекает речку Горенка около Вишняковского пруда и выходит к микрорайону Балашиха-1.

## Транспорт
По Вишняковскому шоссе проходят три маршрута общественного транспорта. № 9 (маршрутное такси) следует от платформы Никольское до Щёлковского шоссе, № 22 (автобус и маршрутное такси) следует от платформы Никольское до конечной остановки «Ул. Чехова» в микрорайоне Балашиха-3, № 1012 (маршрутное такси) следует от  микрорайона Дзержинского до станции метро Новогиреево., № 1123 (маршрутное такси) следует от Ул. Чехова до Метро Новокосино (кольцевой).

## Жилищное строительство
Вокруг Вишняковского шоссе в Никольско-Архангельском и Салтыковке исторически сложилась малоэтажная застройка, которая начала формироваться ещё в XIX веке с открытием железной дороги Москва — Нижний Новгород, занятая в основном деревянными домами. Однако начиная с 90-х годов прошлого века на месте сносимых или сгоревших старых построек стали возникать двух-трёх-этажные современные коттеджи. Напротив улицы 13-я Линия сформировался район многоэтажной застройки (микрорайон Дзержинского), где ведётся строительство жилых домов для военнослужащих внутренних войск МВД России.